# Liste antiker Ortsnamen und geographischer Bezeichnungen/Zi
| Lateinischer Name                    | Griechischer Name | Beschreibung                                                                     | Heute                                                                                         | Quellen und Verweise | Lage                |
| ------------------------------------ | ----------------- | -------------------------------------------------------------------------------- | --------------------------------------------------------------------------------------------- | -------------------- | ------------------- |
| Zicchi                               |                   |                                                                                  |                                                                                               | Smith;               |                     |
| Zigae                                |                   |                                                                                  |                                                                                               | Smith;               |                     |
| Zigere                               |                   |                                                                                  |                                                                                               | Smith;               |                     |
| Ziguensis Mons                       |                   |                                                                                  |                                                                                               | Smith;               |                     |
| Ziklag                               |                   |                                                                                  |                                                                                               | Smith;               |                     |
| Zilia                                | Ζιλεία (Zileia)   | Fluss an der Westküste von Mauretania Tingitana                                  | Oued Hachef in Marokko                                                                        | Smith;               |                     |
| Zilis, Iulia Constantia Zilis, Zilil | Ζιλία (Zilia)     | Stadt an der Westküste von Mauretania Tingitana an der Mündung des Flusses Zilia | bei Dchar Jadid, etwa 15 km nordöstlich der Nachfolgestadt Asilah an der marokkanischen Küste | PECS; Smith;         | 35° 31′ N, 5° 55′ W |
| Zimara                               | Ζίμαρα (Zimara)   |                                                                                  |                                                                                               | PECS; Smith;         |                     |
| Zingis Promontorium                  |                   |                                                                                  |                                                                                               | Smith;               |                     |
| Zioberis                             |                   |                                                                                  |                                                                                               | Smith;               |                     |
| Zion                                 |                   |                                                                                  |                                                                                               | Smith;               |                     |
| Ziph                                 |                   | siehe Sion                                                                       |                                                                                               |                      |                     |
| Zipha                                |                   |                                                                                  |                                                                                               | Smith;               |                     |
| Ziphene                              |                   |                                                                                  |                                                                                               | Smith;               |                     |
| Ziridava                             |                   |                                                                                  |                                                                                               | Smith;               |                     |
| Zirinae                              |                   |                                                                                  |                                                                                               | Smith;               |                     |
| Zitha                                |                   |                                                                                  |                                                                                               | Smith;               |                     |
| Zitha                                |                   |                                                                                  |                                                                                               | Smith;               |                     |